# Centruroides

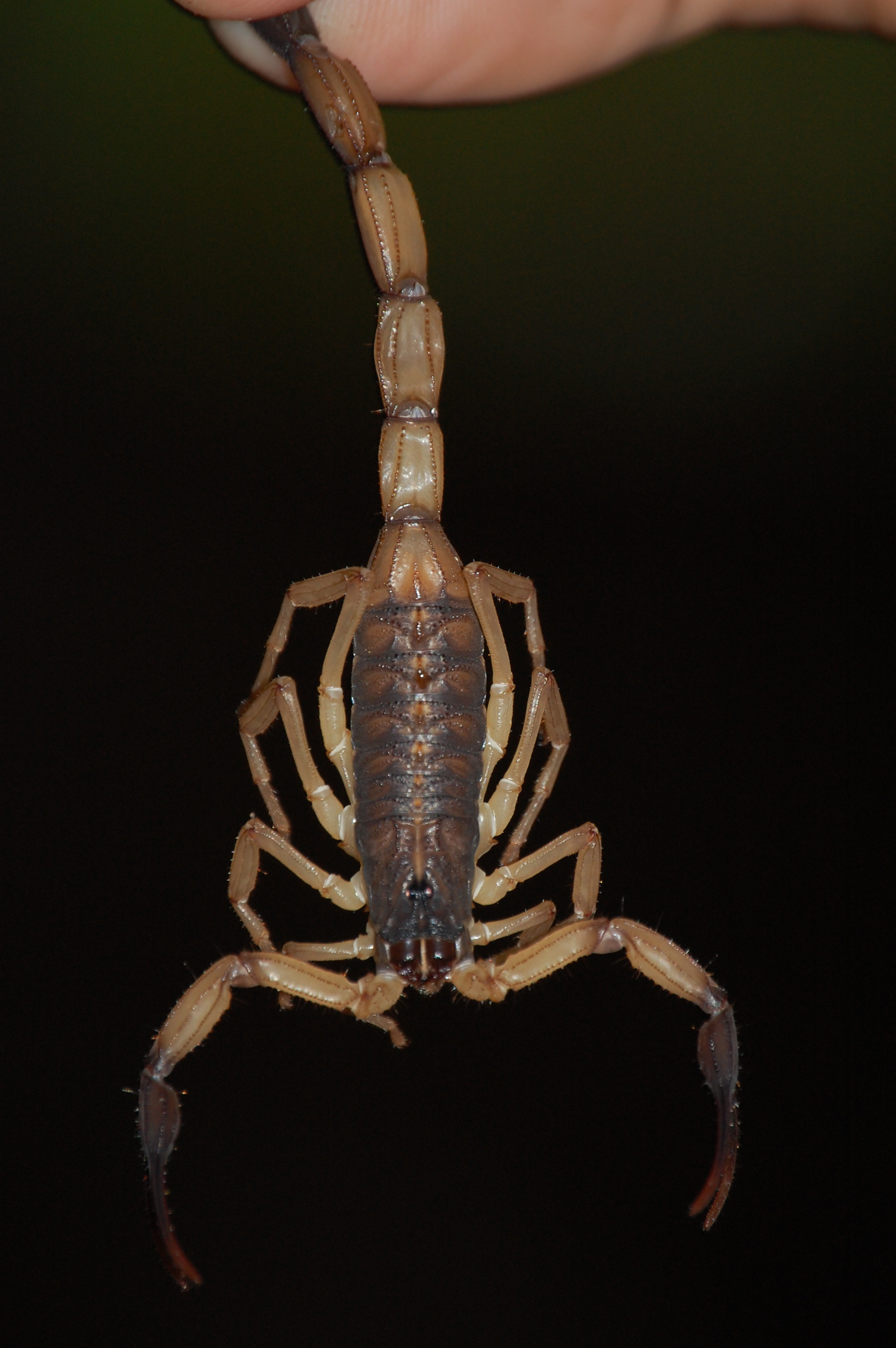
Centruroides limbatus de la Península d'Osa, Costa Rica

Centruroides és un gènere d'escorpins de la família dels Bútids. Diverses espècies d'Amèrica del Nord són conegudes pel nom comú d'escorpí bordador. Nombroses espècies és troben extensament per tot el sud dels Estats Units, Mèxic, Amèrica Central, les Antilles i el nord d'Amèrica del Sud. Alguns són coneguts pel seus interessants patrons o grossa mida (entre els Bútids); gairebé tots mostren forta fluorescència sota il·luminació ultraviolada, excepte després de canviar la pell. Contenen moltes espècies altament verinoses, i es coneixen diverses morts per la seva picadura. El verí de l'escorpí mexicà Centruroides limpidus limpidus conté el neurotoxines Cll1 i Cll2.

## Taxonomia
El nombre d'espècies acceptat com a vàlid varia depenent l'estudi. El gènere és altament especiat, contenint com a mínim 70 espècies:
 